# Pittosporum ochrosiifolium
Pittosporum ochrosiifolium là một loài thực vật có hoa trong họ Pittosporaceae. Loài này được Bojer miêu tả khoa học đầu tiên năm 1842.